# Helldivers II
Helldivers II is een computerspel ontwikkeld door Arrowhead en uitgegeven door Sony Interactive voor de PlayStation 5 en Windows. Het third-person shooterspel is uitgekomen op 8 februari 2024.

## Plot
Helldivers II speelt een eeuw na de overwinning van "Super Earth" af, een zelfbenoemde democratie over de Cyborgs, Terminids en The Illuminate. Ondertussen spelen de Automatons, een mechanisch leger dat de mensheid uit wil roeien, een gevaarlijke rol. De Helldivers worden vanuit de ruimte gedropt om het gekoloniseerde land terug te eisen.

## Ontvangst
| Recensiescore       | Recensiescore      |
| Recensieverzamelaar | Score              |
| ------------------- | ------------------ |
| Metacritic          | 82% (PC) 82% (PS5) |
| Publicist           | Score              |
| Eurogamer           | 4/5                |
| Game Informer       | 9                  |
| GameSpot            | 9                  |
| IGN                 | 9                  |
| Power Unlimited     | 8,6                |

Het spel ontving zeer positieve recensies. Men prees de gameplay en het visuele uiterlijk. Enige kritiek was er op de technische problemen voor online spelen.
Op Metacritic, een recensieverzamelaar, heeft het spel een score van 82% voor zowel de PS5- als Windows-versie.
Het spel was in de eerste maand na uitgave ruim een miljoen keer verkocht. Begin 2024 werd bekend dat er inmiddels drie miljoen exemplaren waren verkocht. Het werd tevens het meest gespeelde spel op Sony's PlayStation Network (PSN).